# هو جین
هو جین یا هه جین () (درگذشته: ۲۲ سپتامبر ۱۸۹)، با نام محترم سوئی‌گائو، یک ژنرال و سیاستمدار چینی بود. او در اواخر سلسله هان شرقی تبدیل به مارشال بزرگ و نایب السلطنه کشور شد. او برادر بزرگ و ناتنی امپراتریس هو، همسر امپراتور لینگ و عموی مادری امپراتور شائو بود. در سال ۱۸۹ و پس از مرگ امپراتور لینگ، هو جین و خواهرش قدرت را با یکدیگر تقسیم کردند و بدین ترتیب هو جین نایب‌السلطنه امپراتور شائو کم سن و سال شد. در طول این مدت، درگیری بین هو جین و جناح قدرتمند خواجگان شدت گرفت. جناح خواجگان هو جین را با توطئه به کاخ امپراتوری کشاندند و او را ترور کردند. هنگامی که افراد وفادار به هو جین در انتقام مرگ او به کاخ حمله و مشغول کشتن خواجگان شدند دونگ ژئو که یک فرمانده نظامی بود از خلاء قدرت ایجاد شده به نفع خود استفاده کرد و وارد لوئویانگ پایتخت امپراتوری هان شد و کنترل دولت مرکزی را به دست گرفت. در نتیجه فروپاشی قدرت دولت مرکزی، جنگ داخلی عظیمی آغاز شد که به پایان سلسله هان و شروع دوره سه پادشاهی انجامید.

## زندگی‌نامه
هو جین در شهر نانیانگ، زادگاه امپراتور گوانگ‌وو مؤسس سلسله هان شرقی و در خانواده ای که پیشه آنان قصابی بود به دنیا آمد. در زمان امپراتور لینگ، خواهر ناتنی کوچکش وارد قصر شد و خیلی زود به یکی از افراد مورد علاقه امپراتور تبدیل شد. در سال ۱۸۰، خواهر هو جین ملکه شد و هو جین به همین واسطه توانست مدارج ترقی در دربار را به سرعت بپیماید.
هنگامی که شورش دستار زردها در سال ۱۸۴ به وقوع پیوست، هو جین به عنوان ژنرال کل (大將軍) منصوب شد. او کنترل اسلحه خانه امپراتوری را به دست گرفت، استحکامات اطراف پایتخت را تقویت کرد و توانست ما یوان‌یی (馬元義) از پیروان ژانگ جیائو را که در حال برنامه‌ریزی برای ایجاد شورش در پایتخت بود را دستگیر و سپس اعدام کند. هو جین پس از ناکام گذاشتن طرح شورش در پایتخت عنوان مرزبان [مارکی] شن (慎侯) را دریافت کرد. پس از سرکوب شورش، هو جین کنترل کل ارتش امپراتوری در دست داشت. در طول این مدت، سایر اعضای خانواده او مانند برادر ناتنی کوچکش، هو میائو (何苗) نیز به منصب‌های مهمی دست یافتند.
امپراتور لینگ در سال ۱۸۸، برای ایجاد وزنه‌ای در برابر قدرت خانواده هو، ارتش باغ غربی را ایجاد کرد و خود را «سردار عالی» (無上將軍) نامید. امپراتور ارتش باغ غربی را تحت فرماندهی جیان شو، خواجه مورد اعتمادش قرار داد. با تشکیل ارتش باغ غربی، امپراتور می‌توانست هو جین را تحت فرمان خود قرار دهد.
هنگامی که امپراتور لینگ در سال ۱۸۹ درگذشت صحنه برای رویارویی بین هو جین و خواجگان آماده شد. جیان شو نقشه کشید تا هو جین را به داخل کاخ امپراتوری بکشاند و او را بکشد. هنگامی که هو جین وارد شد، یک مقام پایین رتبه به نام پان ین (潘隱) به‌طور ماهرانه ای به هو جین دربارهٔ نقشه جیان شو هشدار داد. هو جین حیرت‌زده به اردوگاه خود بازگشت و از تلاش برای ترور فرار کرد. پس از آن هو جین، جیان شو را دستگیر و اعدام کرد. او همچنین فرماندهی نیروهایی را که قبلاً تحت فرمان جیان شو بود به دست گرفت.
با حمایت خانواده بانفوذ یوان، به ویژه یوان شائو و یوان شو، اختلافات جانشینی به نفع لیو بیان، پسر ملکه هو به پایان رسید. هو جین و خواهرش که اکنون عنوان امپراتریس بیوه را دریافت کرده بود به‌طور مشترک نایب السلطنه امپراتور شائو شدند.
در طول تابستان، هو جین و زیر دستانش با جناح خواجگان درگیر شدند. خواجگان که اکنون قدرت نظامی خود را از دست داده بودند، به حمایت‌های امپراتریس بیوه هو و هو میائو متکی بودند. به اصرار یوان شائو، هو جین ژنرال دونگ ژو را به حومه لوئویانگ فراخواند تا امپراتریس بیوه را مجبور به عقب‌نشینی از مواضعش کنند. در ماه نهم همان سال، هو جین به قصر رفت تا از امپراتریس بیوه درخواست کند با اعدام خواجگان موافقت کند. ژانگ رانگ، رهبر جناح خواجگان، از طریق جاسوسی که مکالمه هو جین و امپراتریس بیوه را شنیده بود، متوجه نقشه هو جین شد. خواجگان با اعلام این خبر که امپراتریس بیوه هو جین را احضار کرده او را به کاخ امپراتوری کشاندند. هو جین بدون هیچ شکی راهی قصر شد. خواجگان مانع ورود زیردستان و محافظان هو جین به قصر شدند. پس از ورود هو جین به داخل قصر او توسط افراد اجیر شده توسط خواجگان کشته شد.
اوضاع خیلی زود از کنترل خارج شد. یوان شائو و یوان شو که کنترل قابل توجهی بر نیروهای نظامی مستقر در پایتخت داشتند، به کاخ یورش بردند و خواجگان را قتل‌عام کردند. خلاء قدرت ایجاد شده به دونگ ژو اجازه داد تا کنترل دربار امپراتوری را به دست گیرد. دونگ ژو به محض اینکه بر پایتخت تسلط پیدا کرد، امپراتور شائو را از مقامش خلع و در عوض شاهزاده چن لیو را که بعدها امپراتور شیان نام گرفت، بر تخت سلطنت نشاند. خلع امپراتور شائو و همچنین سایر جنایاتی که دونگ ژو مرتکب شد، خشم بسیاری را برانگیخت. در سال ۱۹۰، جنگ‌سالاران استان‌های شرقی ائتلافی را برای برکناری دونگ ژو تشکیل دادند، که منجر به آغاز یک جنگ داخلی تمام عیار شد که قریب به یک قرن طول کشید.

## خانواده
هو جین دستکم دو خواهر و یک برادر ناتنی داشت:
- ملکه هو، همسر امپراتور لینگ و مادر امپراتور شائو
- بانو هو، خواهر تنی ملکه هو، با پسر خوانده خواجه ژانگ رانگ ازدواج کرد.
- هو میائو (何苗)، با نام محترمانه شو دا (叔達)، نام اصلی او «ژو میائو» (朱苗) بود. او برادر بزرگتر و ناتنی امپراتوریس هو و بانو هو بود او و خواهرانش از یک مادر متولد شدند اما پدر هو میائو فردی از طایفه ژو بود. مادر وی پس از طلاق از همسر اولش با هو ژن ازدواج کرد؛ بنابراین، هو میائو هیچ رابطه خونی با هو جین نداشت. او عنوان ژنرال ارابه‌ها و سواره نظام (車騎將軍) را از دربار دریافت کرد. هو میائو در سال ۱۸۹ توسط وو کوانگ (吳匡) و برادر دونگ ژو، دونگ مین که از زیردستان هو جین بودند به دلیل همکاری با خواجگان در نقشه ترور کشته شد.[۶]

بر اساس منابع تاریخی، اعتقاد عمومی بر این است که هو جین حداقل یک پسر به نام هو شیان (何咸) داشت که از حوادث سال ۱۸۹ جان سالم به در برد. همچنین هو ژیان یک پسر به نام هو یان (حدود ۲۴۹–۱۹۶) داشت. با مرگ هو ژیان، همسرش بانو یین (尹夫人) صیغه سائو سائو شد و او هو یان را به فرزندی پذیرفت. با این حال، هو یان هنگامی که درگذشت در لوجیانگ به خاک سپرده شد که این امر با رسم دفن مردگان در محلی که زادگاه اجدادی فرد بود مغایرت داشت و این در حالی بود که هو جین در نانیانگ که زادگاه اجدادیش بود به خاک سپرده شد و احتمالاً هو یان نوه هو میائو برادر ناتنی هو جین بوده باشد. همچنین در متون تاریخی وی‌لوِ آمده‌است که چندین خانوار از قبیله ژو در زمان سلسله هان شرقی در لوجیانگ اقامت داشته‌اند و احتمال داده می‌شود که هو میائو نیز از افراد همین طایفه بوده باشد.